# Gran Premio di Gran Bretagna 1990
Il Gran Premio di Gran Bretagna 1990 è stata una gara di Formula 1 disputata il 15 luglio 1990 al circuito di Silverstone. La gara è stata vinta da Alain Prost su Ferrari.

## Pre-qualifiche
| Pos | No | Pilota             | Costruttore      | Tempo    | Distacco |
| --- | -- | ------------------ | ---------------- | -------- | -------- |
| 1   | 29 | Éric Bernard       | Lola-Lamborghini | 1:10.254 |          |
| 2   | 30 | Aguri Suzuki       | Lola-Lamborghini | 1:11.128 | +0.874   |
| 3   | 17 | Gabriele Tarquini  | AGS-Ford         | 1:11.516 | +1.262   |
| 4   | 14 | Olivier Grouillard | Osella-Ford      | 1:11.953 | +1.699   |
| NPQ | 33 | Roberto Moreno     | EuroBrun-Judd    | 1:12.554 | +2.300   |
| NPQ | 18 | Yannick Dalmas     | AGS-Ford         | 1:12.653 | +2.399   |
| NPQ | 34 | Claudio Langes     | EuroBrun-Judd    | 1:15.059 | +4.805   |
| NPQ | 31 | Bertrand Gachot    | Coloni-Subaru    | 1:19.230 | +8.976   |
| NPQ | 39 | Bruno Giacomelli   | Life             | 1:25.947 | +15.693  |

## Qualifiche

### Classifica
| Pos                     | No | Pilota             | Costruttore             | Tempo    | Distacco |
| ----------------------- | -- | ------------------ | ----------------------- | -------- | -------- |
| 1                       | 2  | Nigel Mansell      | Ferrari                 | 1:07.428 |          |
| 2                       | 27 | Ayrton Senna       | McLaren - Honda         | 1:08.071 | +0.643   |
| 3                       | 28 | Gerhard Berger     | McLaren - Honda         | 1:08.246 | +0.818   |
| 4                       | 5  | Thierry Boutsen    | Williams - Renault      | 1:08.291 | +0.863   |
| 5                       | 1  | Alain Prost        | Ferrari                 | 1:08.336 | +0.908   |
| 6                       | 4  | Jean Alesi         | Tyrrell - Ford          | 1:08.370 | +0.942   |
| 7                       | 6  | Riccardo Patrese   | Williams - Renault      | 1:08.677 | +1.249   |
| 8                       | 29 | Éric Bernard       | Larrousse - Lamborghini | 1:09.003 | +1.575   |
| 9                       | 30 | Aguri Suzuki       | Larrousse - Lamborghini | 1:09.243 | +1.815   |
| 10                      | 16 | Ivan Capelli       | Leyton House - Judd     | 1:09.308 | +1.880   |
| 11                      | 20 | Nelson Piquet      | Benetton - Ford         | 1:09.407 | +1.979   |
| 12                      | 3  | Satoru Nakajima    | Tyrrell - Ford          | 1:09.608 | +2.180   |
| 13                      | 19 | Alessandro Nannini | Benetton - Ford         | 1:09.641 | +2.213   |
| 14                      | 12 | Martin Donnelly    | Lotus - Lamborghini     | 1:09.741 | +2.313   |
| 15                      | 15 | Maurício Gugelmin  | Leyton House - Judd     | 1:10.044 | +2.616   |
| 16                      | 11 | Derek Warwick      | Lotus - Lamborghini     | 1:10.092 | +2.664   |
| 17                      | 10 | Alex Caffi         | Arrows - Ford           | 1:10.110 | +2.682   |
| 18                      | 23 | Pierluigi Martini  | Minardi - Ford          | 1:10.303 | +2.875   |
| 19                      | 21 | Emanuele Pirro     | Scuderia Italia - Ford  | 1:10.847 | +3.419   |
| 20                      | 8  | Stefano Modena     | Brabham - Judd          | 1:11.070 | +3.642   |
| 21                      | 25 | Nicola Larini      | Ligier - Ford           | 1:11.180 | +3.752   |
| 22                      | 26 | Philippe Alliot    | Ligier - Ford           | 1:11.215 | +3.787   |
| 23                      | 22 | Andrea De Cesaris  | Scuderia Italia - Ford  | 1:11.234 | +3.806   |
| 24                      | 24 | Paolo Barilla      | Minardi - Ford          | 1:11.387 | +3.959   |
| 25                      | 9  | Michele Alboreto   | Arrows - Ford           | 1:11.562 | +4.134   |
| 26                      | 17 | Gabriele Tarquini  | AGS - Ford              | 1:11.681 | +4.253   |
| Vetture non qualificate |    |                    |                         |          |          |
| NQ                      | 14 | Olivier Grouillard | Osella - Ford           | 1:11.710 | +4.282   |
| NQ                      | 7  | David Brabham      | Brabham - Judd          | 1:11.741 | +4.313   |
| NQ                      | 36 | Jyrki Järvilehto   | Onyx - Ford             | 1:12.631 | +5.203   |
| NQ                      | 35 | Gregor Foitek      | Onyx - Ford             | 1:13.271 | +5.843   |

## Gara
L'idolo locale Nigel Mansell conduce la gara fino a quando non comincia ad avere problemi al cambio; superato da Prost in contrasto agli ordini di scuderia, dopo essersi ritirato Mansell lancia i suoi guanti al pubblico, dichiarando al termine della corsa il proprio ritiro dalla Formula 1, poi commutato in dimissioni dalla Scuderia Ferrari a fine campionato.
Prost vince la gara davanti a Boutsen e al rivale per il campionato Senna, che in classifica generale viene scavalcato dal francese, ora in vantaggio di due punti. Ottima prestazione per le due Larrousse di Bernard e Aguri Suzuki, quarto e sesto al traguardo; per entrambi si tratta del miglior risultato in carriera fino a quel momento. Tra i due giunge Piquet, che porta due punti alla Benetton.
Grande crisi, infine, per la Ligier; per evitare di dover effettuare le prequalifiche a partire dal Gran Premio successivo, lo storico team francese avrebbe dovuto ottenere almeno un arrivo tra i primi otto, ma Larini non riesce a far meglio del decimo posto.

### Classifica
| Pos      | No | Pilota             | Costruttore             | GIri | Tempo/Ritiro               | Partenza | Punti |
| -------- | -- | ------------------ | ----------------------- | ---- | -------------------------- | -------- | ----- |
| 1        | 1  | Alain Prost        | Ferrari                 | 64   | 1:18:30.999                | 5        | 9     |
| 2        | 5  | Thierry Boutsen    | Williams - Renault      | 64   | + 39.092                   | 4        | 6     |
| 3        | 27 | Ayrton Senna       | McLaren - Honda         | 64   | + 43.088                   | 2        | 4     |
| 4        | 29 | Éric Bernard       | Larrousse - Lamborghini | 64   | + 1:15.302                 | 8        | 3     |
| 5        | 20 | Nelson Piquet      | Benetton - Ford         | 64   | + 1:24.003                 | 11       | 2     |
| 6        | 30 | Aguri Suzuki       | Larrousse - Lamborghini | 63   | + 1 giro                   | 9        | 1     |
| 7        | 10 | Alex Caffi         | Arrows - Ford           | 63   | + 1 giro                   | 17       |       |
| 8        | 4  | Jean Alesi         | Tyrrell - Ford          | 63   | + 1 giro                   | 6        |       |
| 9        | 8  | Stefano Modena     | Brabham - Judd          | 62   | + 2 giri                   | 20       |       |
| 10       | 25 | Nicola Larini      | Ligier - Ford           | 62   | + 2 giri                   | 21       |       |
| 11       | 21 | Emanuele Pirro     | Scuderia Italia - Ford  | 62   | + 2 giri                   | 19       |       |
| 12       | 24 | Paolo Barilla      | Minardi - Ford          | 62   | + 2 giri                   | 24       |       |
| 13       | 26 | Philippe Alliot    | Ligier - Ford           | 61   | + 3 giri                   | 22       |       |
| 14       | 28 | Gerhard Berger     | McLaren - Honda         | 60   | Problemi all'acceleratore  | 3        |       |
| Ritirato | 2  | Nigel Mansell      | Ferrari                 | 55   | Problemi al cambio         | 1        |       |
| Ritirato | 16 | Ivan Capelli       | Leyton House - Judd     | 48   | Perdita di benzina         | 10       |       |
| Ritirato | 12 | Martin Donnelly    | Lotus - Lamborghini     | 48   | Rottura del motore         | 14       |       |
| Ritirato | 11 | Derek Warwick      | Lotus - Lamborghini     | 46   | Rottura del motore         | 16       |       |
| Ritirato | 17 | Gabriele Tarquini  | AGS - Ford              | 41   | Rottura del motore         | 26       |       |
| Ritirato | 9  | Michele Alboreto   | Arrows - Ford           | 37   | Rottura del motore         | 25       |       |
| Ritirato | 6  | Riccardo Patrese   | Williams - Renault      | 26   | Problema al telaio         | 7        |       |
| Ritirato | 3  | Satoru Nakajima    | Tyrrell - Ford          | 20   | Problema elettrico         | 12       |       |
| Ritirato | 19 | Alessandro Nannini | Benetton - Ford         | 15   | Collisione con R.Patrese   | 13       |       |
| Ritirato | 22 | Andrea De Cesaris  | Scuderia Italia - Ford  | 12   | Problema all'alimentazione | 23       |       |
| Ritirato | 23 | Pierluigi Martini  | Minardi - Ford          | 3    | Problema all'alternatore   | 18       |       |
| NP       | 15 | Maurício Gugelmin  | Leyton House - Judd     | 0    | Pompa della benzina        | 15       |       |
| NQ       | 14 | Olivier Grouillard | Osella - Ford           |      |                            |          |       |
| NQ       | 7  | David Brabham      | Brabham - Judd          |      |                            |          |       |
| NQ       | 36 | Jyrki Järvilehto   | Onyx - Ford             |      |                            |          |       |
| NQ       | 35 | Gregor Foitek      | Onyx - Ford             |      |                            |          |       |
| NPQ      | 33 | Roberto Moreno     | EuroBrun - Judd         |      |                            |          |       |
| NPQ      | 18 | Yannick Dalmas     | AGS - Ford              |      |                            |          |       |
| NPQ      | 34 | Claudio Langes     | EuroBrun - Judd         |      |                            |          |       |
| NPQ      | 31 | Bertrand Gachot    | Coloni - Subaru         |      |                            |          |       |
| NPQ      | 39 | Bruno Giacomelli   | Life                    |      |                            |          |       |

## Classifiche

### Piloti
| Pos. | Pilota             | Punti |
| ---- | ------------------ | ----- |
| 1    | Alain Prost        | 41    |
| 2    | Ayrton Senna       | 39    |
| 3    | Gerhard Berger     | 25    |
| 4    | Nelson Piquet      | 18    |
| 5    | Thierry Boutsen    | 17    |
| 6    | Jean Alesi         | 13    |
| 6    | Nigel Mansell      | 13    |
| 8    | Riccardo Patrese   | 10    |
| 9    | Alessandro Nannini | 7     |
| 10   | Ivan Capelli       | 6     |
| 11   | Éric Bernard       | 4     |
| 12   | Stefano Modena     | 2     |
| 12   | Alex Caffi         | 2     |
| 14   | Satoru Nakajima    | 1     |
| 14   | Derek Warwick      | 1     |
| 14   | Aguri Suzuki       | 1     |

### Costruttori
| Pos. | Team                    | Punti |
| ---- | ----------------------- | ----- |
| 1    | McLaren - Honda         | 64    |
| 2    | Ferrari                 | 54    |
| 3    | Williams - Renault      | 27    |
| 4    | Benetton - Ford         | 25    |
| 5    | Tyrrell - Ford          | 14    |
| 6    | Leyton House - Judd     | 6     |
| 7    | Larrousse - Lamborghini | 5     |
| 8    | Brabham - Judd          | 2     |
| 8    | Arrows - Ford           | 2     |
| 10   | Lotus - Lamborghini     | 1     |

## Fonti
- Salvo dove diversamente indicato, tutti i dati statistici sono tratti da  The Official Formula 1 website, su formula1.com. URL consultato il 5 agosto 2007

o da  GP Update.net , su f1.gpupdate.net. URL consultato il 25 aprile 2009.